# Rui Duarte de Barros
Rui Duarte de Barros (18 febbraio 1960) è un politico guineense.
È stato Primo ministro ad interim della Guinea-Bissau dal maggio 2012 al luglio 2014 e di nuovo dal 20 dicembre 2023.